# Таємниця Мулен-Руж
«Таємниця Мулен-Руж» (фр. Mystère au Moulin-Rouge) — французький телевізійний фільм режисера Стефана Каппеса, який вийшов у 2011 році на каналі France 2. Це перший епізод серіалу Таємниці Парижа.

## Сюжет
У 1892 році Діана поїхала до Парижа на пошуки своєї сестри Марі, слід якої втратила. Вона найнялась у Мулен-Руж для проведення розслідування, бо її сестра останній час там працювала танцівницею...

## Знімальна група
- Заголовок : Mystère au Moulin-Rouge
- Виробництво : Стефан Каппес
- Сценарій : Ельза Марпу та Матьє Міссоффе
- Музика : Франсуа Кастелло
- Директор зйомки : Стефан Камі
- Кріплення : Bénédicte Gellé
- Поширення : Майкл Лагуенс
- Створення наборів : Франк Шварц
- Художній напрям : Вінсент Дізієн
- Декоратор : Валері Чемен
- Створення костюмів : Стефан Ролло та Едіт Весперіні
- Макіяж : Марі Ластенне, Дельфіна Ле Теньє, Анук Ехслін та Вероніка Рейна
- Спецефекти : Жорж Деметрау, Жером Міель та Франсуа Філіппі
- Візуальні спецефекти : Фаб'єн Жиродо
- Контролюючий продюсер : Еммануель Жаклін
- Продюсер : Стефан Моатті
- Виробнича компанія : Marathon Media Group
- Дистрибуційна компанія : Французьке телебачення
- Країна : Франція
- Мова : Французька
- Тривалість : 100 хвилин
- Дата першого ефіру : 10 червня 2011 р. канал France 2

## Акторський склад
- Емілі Декенн : Діана Барро
- Грегорі Фітуссі : Жульєн Ансельм
- Домінік Беснехард : Шарль Зідлер
- Адрієнн Полі : Ліла
- Маріус Колуччі : Арманд Майєр
- Гай Леклюйз : інспектор Віктор Лебретон
- Іван Гонсалес : Максим Галуазі
- Жак Вебер : Гарольд Мейєр
- Селін Віткок : Фіалка
- Стефан Кайяр : Марі Барро
- Фабіо Зеноні : Олександр Шазель
- Мод Ле Генедаль : La Goulue
- Ів-Антуан Спото : замовник Де Лассаль
- Фредерік Епо : Баррієта
- Марі-Франс Сантон : поміщиця
- Анжель Юмо та Сенді Лобрі : танцівниці

### Аудиторія
Франція : 4,25 млн глядачів  (перша трансляція) (17,9% PDA)

## Збірка історичних трилерів
Після успіху глядачів France 2 вирішив створити серіал історичних трилерів навколо історичних пам’яток  .